# 新界區專線小巴75、76線
新界區專線小巴75線是由富裕運輸營運的一條小巴線，行走元朗（福康街）及落馬洲站之間，是4條直達過境口岸的專線小巴路線之一（另三條分別為新界區專線小巴59S線、新界區專線小巴618線及新界區專線小巴901線）。本線全程收費$10.0，現時是往來香港至內地各陸路和鐵路過境管制站（羅湖、紅磡、文錦渡、沙頭角、落馬洲、深圳灣、落馬洲支線、西九龍及香園圍）的公共交通工具中，分段收費最便宜的公交路線，也是全程收費最便宜的過境口岸路線。
新界區專線小巴76線，由富裕運輸營辦，來往元朗（福康街）及小磡村。

## 簡介及歷史
- 1985年11月15日：運輸署公開招標11組共24條專綫小巴新路線，此兩線編為同一組。[2]
- 1986年8月30日：75路線投入服務，初時往來元朗（福德街）及下灣村之間；同日，76線投入服務，當時來往元朗（福德街）及小磡村。[3]
  - 75線由落馬洲瞭望台至下灣村一段位於禁區內，並設有現金找續車費服務。
- 1987年12月：兩線配合福康街小巴總站啟用遷往該處。
- 2003年12月7日：配合九廣西鐵（今港鐵西鐵線）通車，往下灣村或小磡村方向繞經元朗站。
- 2005年4月10日：由於營辦商內部管理問題，運輸署取消原有營運商專營權。
- 2005年4月22日：運輸署重新招標本線，在新營辦商未接辦前，暫由偉文發展營辦，往下灣村方向不再繞經元朗站。[4]
- 2006年：明偉小巴有限公司正式接辦本線。
- 2007年8月15日：配合九廣東鐵（今港鐵東鐵線）落馬洲站、落馬洲支線管制站及深圳福田口岸啟用，路線由當日16:00起延長至落馬洲站，[5]同日起另加開區間線75A，往來新田郵局至落馬洲站，但該線已於2007年9月併入本線的短程班次。
- 2009年12月28日：75線往返新田及落馬洲支線的短途班次正式延長路線，以青山公路（新田段）近新田郵政局停車灣為總站。[6]
- 2013年6月10日：配合政府第二階段縮減邊境禁區範圍，下灣村路不再屬於邊境禁區，沿線開放予任何人士上落。但落馬洲站公共運輸交匯處則仍屬邊境禁區範圍。[7]
- 2016年1月17日：兩線每日14:00-19:00往元朗（福康街）方向，駛至青山公路 – 元朗段後改經元朗安樂路及大橋路往元朗安寧路，不經擊壤路，當時指試辦3個月。
- 2016年7月17日：往元朗（福康街）方向不經擊壤路的時段延長為14:00-20:00。
- 2020年2月4日：因應落馬洲支線管制站受新型冠狀病毒肺炎事件影響關閉，75線所有班次以下灣村為終點站[8]，直至2023年1月8日才恢復[9]。

## 服務時間及班次
75
| 由元朗（福康街）開出 | 由落馬洲支線開出 | 班次（分鐘） |
| 每日                 | 每日             | 每日         |
| -------------------- | ---------------- | ------------ |
| 06:05-21:15          | 06:35-22:55      | 7-9          |

75特別班次
| 由元朗（福康街）開出 | 由下灣村開出 | 班次（分鐘） |
| 每日                 | 每日         | 每日         |
| -------------------- | ------------ | ------------ |
| 05:05-20:50          | 05:25-21:00  | 15-20        |

| 由文天祥公園開出 | 由落馬洲支線開出 | 班次（分鐘） |
| 每日             | 每日             | 每日         |
| ---------------- | ---------------- | ------------ |
| 06:30-22:05      | 06:35-22:35      | 4            |

註：
1. 落馬洲站屬於禁區，往來落馬洲站乘客必須持有效出入境證明文件或禁區通行證。
2. 乘客在落馬洲站下車後，需經由落馬洲支線管制站出境，過境前往深圳福田口岸。

76
| 由元朗（福康街）開出 | 由小磡村開出 | 班次（分鐘） |
| 每日                 | 每日         | 每日         |
| -------------------- | ------------ | ------------ |
| 05:40-20:40          | 06:00-21:10  | 15-20        |

## 收費
75
```
元朗（福康街）
$4.5　壆圍
$5.1　$4.5　牛潭尾
$5.7　$4.5　$4.0　落馬洲（新田）
$6.8　$5.7　$4.5　$4.0　下灣村
$7.9　$5.7　$5.1　$4.7* $4.0　落馬洲支線
* 由落馬洲(新田)公共運輸交匯處往落馬洲支線公共運輸交匯處:$4.7

由落馬洲支線公共運輸交匯處往落馬洲(新田)公共運輸交匯處:$7.9
```

| - 本線設有12歲以下小童及65歲或以上長者半價優惠。 - 65歲或以上香港居民使用「樂悠咭」，以及12歲以下合資格殘疾兒童使用「殘疾人士身份」個人八達通繳付車資，均可享有每程$2.0或半價（以較低者為準）的票價優惠；12至64歲合資格殘疾人士使用「殘疾人士身份」個人八達通（包括「樂悠咭」），以及60至64歲香港居民使用「樂悠咭」繳付車資，均可享有每程$2.0或全費（以較低者為準）的票價優惠。 - 65歲或以上長者如使用長者或一般個人八達通繳付車資，則只可享有半價優惠；12至64歲合資格殘疾人士如不使用「殘疾人士身份」個人八達通，以及60至64歲人士如不使用「樂悠咭」繳付車資，必須繳付全費。 - 乘客可以現金或八達通於上車時付款，不設找續。 - 繳付分段車費前請向司機揚聲，否則需付全費。 |

76
```
元朗（福康街）
$4.8　壆圍
$5.4　$4.8　牛潭尾
$6.0　$5.4　$4.8　新田油站
$6.6　$6.0　$5.4　$4.8　小磡村
```

| - 本線設有12歲以下小童及65歲或以上長者半價優惠。 - 65歲或以上香港居民使用「樂悠咭」，以及12歲以下合資格殘疾兒童使用「殘疾人士身份」個人八達通繳付車資，均可享有每程$2.0或半價（以較低者為準）的票價優惠；12至64歲合資格殘疾人士使用「殘疾人士身份」個人八達通（包括「樂悠咭」），以及60至64歲香港居民使用「樂悠咭」繳付車資，均可享有每程$2.0或全費（以較低者為準）的票價優惠。 - 65歲或以上長者如使用長者或一般個人八達通繳付車資，則只可享有半價優惠；12至64歲合資格殘疾人士如不使用「殘疾人士身份」個人八達通，以及60至64歲人士如不使用「樂悠咭」繳付車資，必須繳付全費。 - 乘客可以現金或八達通於上車時付款，不設找續。 |

## 行車路線
75
- 元朗（福康街）開途經：壽富街、同樂街、福德街、福康街、青山公路－元朗段、朗日路、青山公路（元朗段至新田段）、落馬洲路、下灣村東路、下灣村路[10]、落馬洲路、邊界通道[11]及落馬洲支線公共運輸交匯處
- 落馬洲站開途經：落馬洲支線公共運輸交匯處、邊界通道、落馬洲路、下灣村路、下灣村東路、落馬洲路、青山公路（新田段至元朗段）、擊壤路％、元朗安寧路、同樂街及福德街

76
- 元朗（福康街）開途經：壽富街、同樂街、福德街、福康街、青山公路－元朗段、朗日路、青山公路（元朗段至新田段）、古洞路及嘉龍路
- 小磡村開途經：嘉龍路、古洞路、青山公路（新田段至元朗段）、擊壤路％、元朗安寧路、同樂街及福德街

％兩線每日14:00-19:00往元朗（福康街）改經元朗安樂路及大橋路往元朗安寧路，不經青山公路－元朗段（元朗大馬路）及擊壤路。

## 客量
75線在延長至落馬洲站後，客量日增，總站在繁忙時間更會出現人龍。有報章於2013年中引述綠色專綫小巴總商會主席蘇世雄指，75線每輛車日賺約三千元，為「全港最好賺」。

## 外部連結
- 香港巴士大典上的相关条目：新界專綫小巴75線
- 香港巴士大典上的相关条目：新界專綫小巴76線